# 新北市立頭前國民中學
新北市立頭前國民中學（英語：New Taipei Municipal Touqjuio Junior High School），簡稱新北市立頭前國中、頭前國中，是一所位於台灣新北市新莊區的公立國民中學。

## 校園歷史

### 歷史沿革[1]
- 民國74年（1985年）：台北縣政府於1985年籌備新莊第四所國中(即頭前國中)，台灣省政府府派任新莊國中李平蔭校長兼任設校籌備主任，規劃建校事宜。9月1日成立中華民國臺灣省臺北縣立頭前國民中學籌備處。
- 民國75年（1986年）：8月成立臺北縣立頭前國民中學，省府委任陳鴻圖先生為首任校長，並正式招收第一屆國一新生。
- 民國99年（2010年）12月25日改隸中華民國新北市。
- 民國101年（2012年）多功能場館「樂活館」校審完成，三樓並納入閱覽室。取得建照後，經七次流標，於2013年7月1日動工。工期300日。
- 2014年9月28日「樂活館」完工。

### 歷任校長
| 任期 | 姓名       | 任職日期   | 轉任前(校長)         | 離職日期   | 調任/後續             |
| ---- | ---------- | ---------- | -------------------- | ---------- | --------------------- |
| 1    | 陳鴻圖先生 | 1986年8月  | 臺北縣立萬里國民中學 | 1992年7月  | 臺北縣立光榮國民中學  |
| 2    | 楊德平先生 | 1992年8月  | 高雄縣立龍肚國民中學 | 1995年7月  | 臺北縣立三重國民中學  |
| 3    | 許仁道先生 | 1995年8月  | 臺北縣立瑞芳國民中學 | 1999年8月  | 退休                  |
| 4    | 林蕙質女士 | 1999年8月  | 臺北縣立土城國民中學 | 2005年7月  | 臺北縣立中正國民中學  |
| 5    | 曾茂山先生 | 2004年8月  | 臺北縣立柑園國民中學 | 2011年11月 | 因營養午餐弊案停職[2] |
| 代理 | 林裕國先生 | 2011年11月 | 新北市教育局輔導員   | 2012年7月  | 新北市立淡水國民中學  |
| 6    | 黃居正先生 | 2012年8月  | 新北市立三多國民中學 | 2020年7月  | 新北市立光榮國民中學  |
| 7    | 許淑貞女士 | 2020年8月  | 新北市立新埔國民中學 | 現任       |                       |